# 佩爾泰克

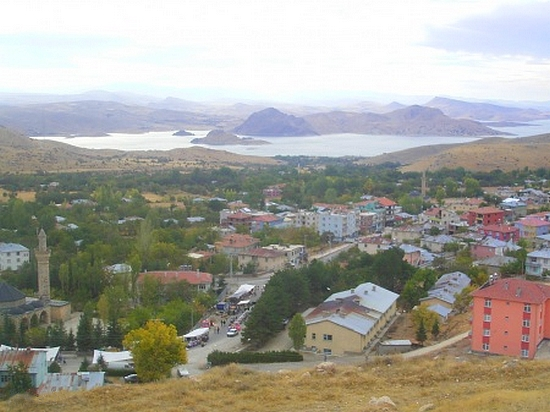
佩爾泰克

佩爾泰克是土耳其的城鎮，由通傑利省負責管轄，位於該國中部，面積為945平方公里，海拔高度為1,090米。該鎮的主要經濟活動是農業和畜牧業，在2008年人口數目為7,496人。